# برايان ك. روبرتس
برايان ك. روبرتس (بالإنجليزية: Brian K. Roberts)‏ هو كاتب سيناريو ومخرج أمريكي، ولد في القرن العشرين.

## وصلات خارجية
- الموقع الرسمي
- برايان ك. روبرتس على موقع IMDb (الإنجليزية)
- برايان ك. روبرتس على موقع ألو سيني (الفرنسية)
- برايان ك. روبرتس على موقع أول موفي (الإنجليزية)
- برايان ك. روبرتس على موقع قاعدة بيانات الفيلم (الإنجليزية)
- برايان ك. روبرتس على موقع كينوبويسك (الروسية)